# Laroche-près-Feyt
Laroche-près-Feyt är en kommun i departementet Corrèze i regionen Nouvelle-Aquitaine i de centrala delarna av Frankrike. Kommunen ligger  i kantonen Eygurande som tillhör arrondissementet Ussel. År 2022 hade Laroche-près-Feyt 79 invånare.

## Befolkningsutveckling
Antalet invånare i kommunen Laroche-près-Feyt
Referens:INSEE